# 諏訪 (つくば市)

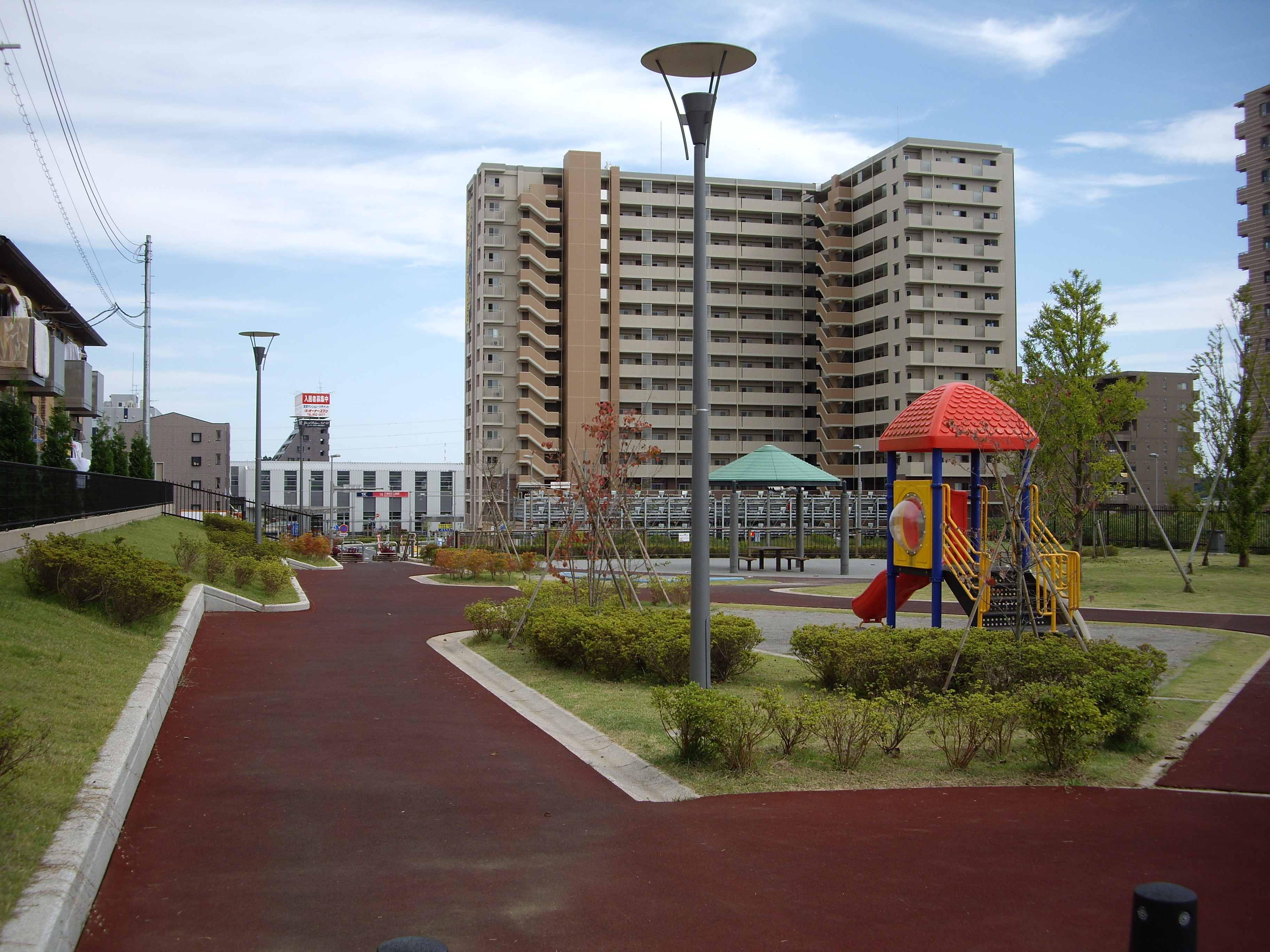
4号街区公園

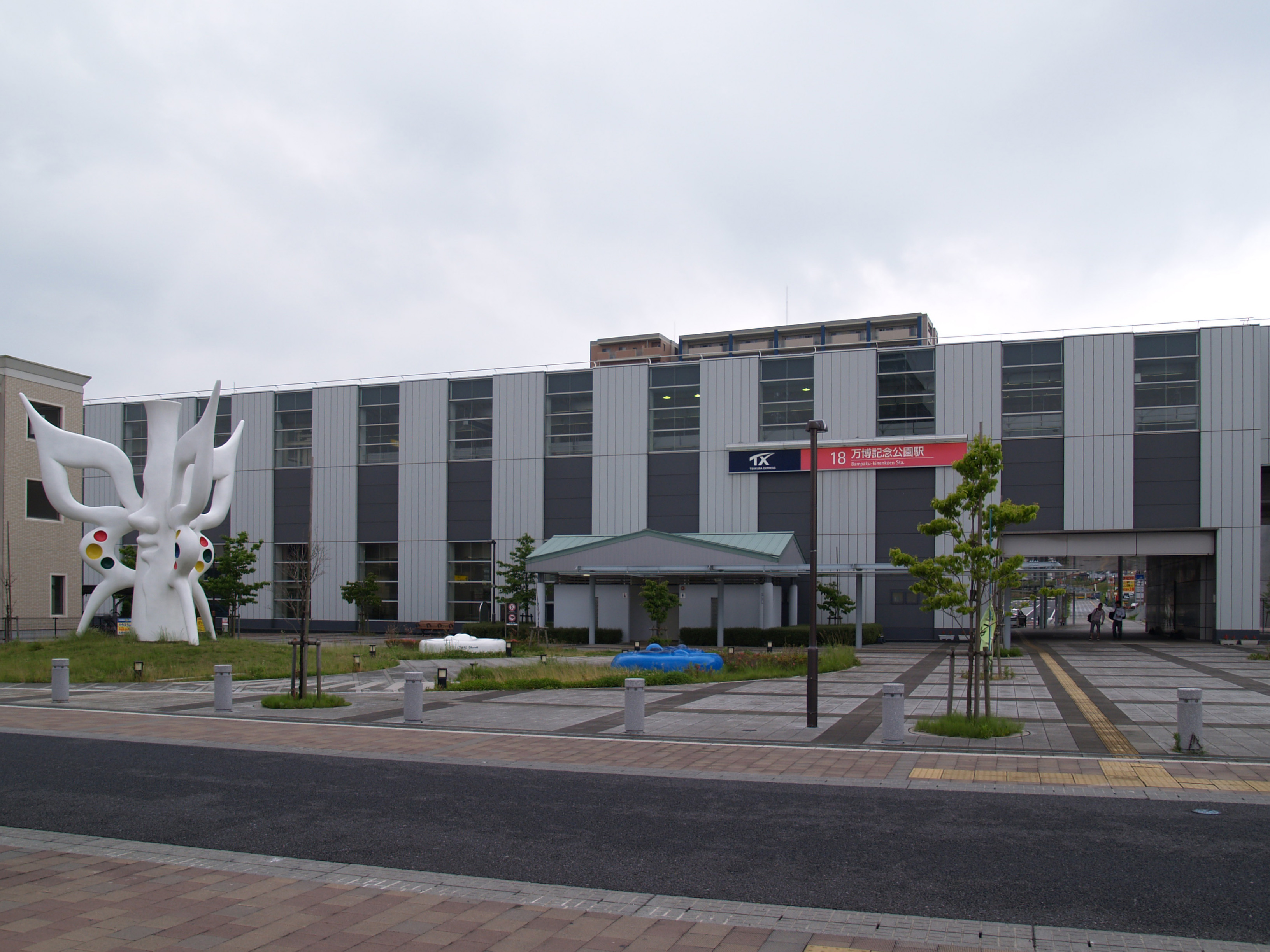
万博記念公園駅東口

諏訪（すわ）は、茨城県つくば市の地名。郵便番号は300-2658。

## 地理
つくば市南西部に位置する。全域が島名・福田坪一体型特定土地区画整理事業「田園都市 島名」の島名・福田坪地区中央部に位置する。地域の東部を首都圏新都市鉄道つくばエクスプレスが通り、万博記念公園駅がある。地域内は西から東に掛けて標高が下がっており、東端に近い万博記念公園駅西側を中心に高層マンションが建てられるなど開発が進んでいる。また、地域の東端をつくばエクスプレスに並行するように新都市中央通りが通る。
現在既に運用されている町名であるが、正式な新町名の効力発生日は、土地区画整理法第103条第4項による換地処分の公告があった翌日と定められている為、区域内の各住所は仮換地街区画地番号となっている。また、丁目も現段階では設定されていない。

## 歴史

### 地名の由来
従前の地名｢島名｣の字より。

## 施設
- 4号街区公園
- ウィンズヒル
  - つくばまちづくりセンター 情報ステーション
- 長瀬ランダウア株式会社
- 株式会社ノーバル・ホールディングス
- エキスポコンフォートⅡ
- 軽自動車検査協会茨城事務所土浦支所